# Iñaki Bergara
Ignacio Bergara Iribar (* 26. Januar 1962 in Ondarroa) ist ein ehemaliger spanischer Fußballtorhüter und heutiger Torwarttrainer.

## Karriere

### Spieler
In seiner Jugend war er bei Athletic Bilbao und stieg zur Saison 1982/83 in deren B-Mannschaft ein. In dieser Zeit hatte er auch einen Einsatz für die spanische U18-Nationalmannschaft. Nach der Saison schloss er sich Deportivo Alavés an und hatte sein Profi-Debüt. In drei Jahren hier kam er mit Abstand am häufigsten in seiner Karriere zum Einsatz. Zur Saison 1986/87 schloss er sich für drei Jahre Real Murcia an, wo er Ersatz- bzw. dritter Torwart war. Zur Saison 1989/90 wechselte er für zwei Jahre zu Real Sociedad, wo er auf zwei Einsätze in der Liga kam. Im Anschluss bis zum Ende der Saison 1994/95 spielte er für den CD Logroñés und beendete im Alter von 33 Jahren seine aktive Karriere.

### Trainer
Im Anschluss begann er als Torwarttrainer zu arbeiten und schloss sich im Jahr 2007 dem Team von Roberto Martínez, Swansea City, an. Zur Saison 2009/10 ging er zu Wigan Athletic und zur Saison 2013/14 zum FC Everton.
Seit Ende August 2018 ist er zusammen mit Martínez im Trainerteam der belgischen Nationalauswahl.